# Gustavo Caballero
Gustavo Rubén Caballero González (21 de septiembre de 2001) es un futbolista paraguayo. Juega como mediocampista o delantero en el santos fc del brasileirao del Brasil

## Carrera
Caballero hizo su debut en la Primera División el 12 de julio de 2019, como titular con el Club Deportivo Capiatá en su victoria en casa por 1-0 sobre Sportivo Luqueño. Su carrera absoluta no se reanudó hasta la temporada 2022, cuando marcó sus dos primeros goles con Sportivo Ameliano, ambos en partidos contra Olimpia.
En julio de 2022, Caballero ingresó al Club Nacional, equipo que había estado en forma irregular y en posiciones medias de la tabla en la primera mitad de la temporada. En su segundo partido con La Academia el 25 de julio, marcó su primer gol en la victoria por 2-1 contra 12 de Octubre FC. El 28 de febrero de 2023, marcó su primer gol continental en la Copa Libertadores, aunque en una derrota por 5-1 ante Sporting Cristal de Perú, eliminando a su equipo por 5-3 en el global; poco después fue degradado a la reserva del club como castigo por presunta desobediencia táctica. Regresó a Sportivo Ameliano para la segunda mitad de la temporada 2023.

## Carrera internacional
Caballero hizo su debut con la selección sub-23 de Paraguay el 8 de junio de 2024 como suplente en una derrota amistosa por 4-0 ante su vecina Argentina . Fue incluido en el equipo para los Juegos Olímpicos de París 2024, pero fue puesto en espera después de que el veterano Fabián Balbuena recibiera el permiso tardío del FC Dynamo Moscú. Caballero fue reintegrado al equipo principal días después cuando el club brasileño Cruzeiro le negó el permiso a Fabrizio Peralta, y luego cayó nuevamente cuando Brighton & Hove Albion le permitió jugar a Julio Enciso. La víspera del torneo finalmente se reinstaló en el plantel cuando Diego González sufrió una lesión.